# Enicoeme krelli
Enicoeme krelli är en skalbaggsart som beskrevs av Karl Adlbauer 2003. Enicoeme krelli ingår i släktet Enicoeme och familjen långhorningar.
Artens utbredningsområde är Niger. Inga underarter finns listade i Catalogue of Life.